# Marian Bełc
Marian Bełc (ur. 27 stycznia 1914 w Paplinie, zm. 27 sierpnia 1942 w Babdown Farm) – podporucznik pilot Polskich Sił Powietrznych w Wielkiej Brytanii, kawaler Orderu Virtuti Militari, as myśliwski.

## Życiorys
Urodził się w rodzinie Jana i Antoniny z domu Trukawka. Miał czworo rodzeństwa: Henryka, Klarę, Janinę oraz Marię. Szkołę powszechną ukończył w Jeruzalu. Ukończył kurs pilotażu w ramach Lotniczego Przysposobienia Wojskowego na lotnisku w Lublinku pod Łodzią. Od 2 listopada 1934 roku służył w 4 pułku lotniczym w Toruniu. Jesienią 1937 roku został przeniesiony do 5 pułku lotniczego w Wilnie, gdzie służył w 152 eskadrze myśliwskiej. Po wybuchu wojny eskadra została przydzielona do Armii „Modlin”. W czasie służby w 152 eskadrze Marian Bełc zestrzelił 3 września w rejonie Ciechanowa jeden samolot niemiecki – Messerschmitta Bf 110.
Po napadzie ZSRR na Polskę razem z pilotami eskadry Bełc ewakuował się do Rumunii. Za udział w kampanii wrześniowej został dwukrotnie odznaczony Krzyżem Walecznych. Został internowany, ale udało mu się uciec. Z Rumunii, na pokładzie statku „Patris”, przedostał do Francji. We Francji służył w polskim kluczu w Armée de l’air (I/55 Groupe de Chasse et de Défense) pod dowództwem majora Zdzisława Krasnodębskiego. W kluczu służyli m.in. Jan Zumbach oraz Stanisław Karubin. Po upadku Francji piloci zostali ewakuowani z Bordeaux i drogą morską znaleźli się w Wielkiej Brytanii.
Wszyscy piloci z klucza Krasnodębskiego razem ze swoim dowódcą znaleźli się 2 sierpnia 1940 roku w podstawowym składzie formującego się dywizjonu 303 (Bełc otrzymał numer służbowy RAF P-1901). 8 sierpnia przy podejściu do lądowania rozbił swego Hurricana. Powodem wypadku była utrata przytomności z powodu pęknięcia wrzodu w nosie. W czasie służby w jednostce brał udział w bitwie o Anglię, gdzie zestrzelił w sumie 5 samolotów, pierwsze zestrzelenie zaliczył 18 września, kiedy to wziął udział w grupowym zestrzeleniu Dorniera Do 215, zaliczono mu 1/8 zwycięstwa. 26 września uzyskał pierwsze samodzielne zestrzelenie nad Wielką Brytanią, tego samego dnia był zmuszony lądować przymusowo na uszkodzonym Hurricanie. 30 września osłonił przed ostrzelaniem w powietrzu angielskiego pilota, który uratował się na spadochronie. 27 października 1940 roku, po powrocie z lotu patrolowego, rozbił samolot przy podejściu do lądowania. W zapadającym zmierzchu zbyt twardo przyziemił i uszkodził podwozie swego myśliwca. Został wysłany do wojennej Szkoły Podchorążych, po jej ukończeniu został 21 maja 1941 roku mianowany podporucznikiem. Ostatnie, siódme zwycięstwo powietrzne, odniósł 24 października 1941 roku.
W 1942 roku po wykonaniu tury lotów bojowych został przeniesiony do jednostki szkoleniowej na kurs dla instruktorów (58 Operational Training Unit). 27 sierpnia 1942 roku w czasie lotu szkoleniowego z F/Lt Mauricem H. Holderem, przy podchodzeniu do lądowania ich samolot Miles Master III (nr W8664) rozbił się na skutek błędnie wykonanego manewru. Obaj piloci zginęli na miejscu. Marian Bełc pochowany został na cmentarzu Northwood w Londynie, grób nr 267, działka H.

## Życie prywatne

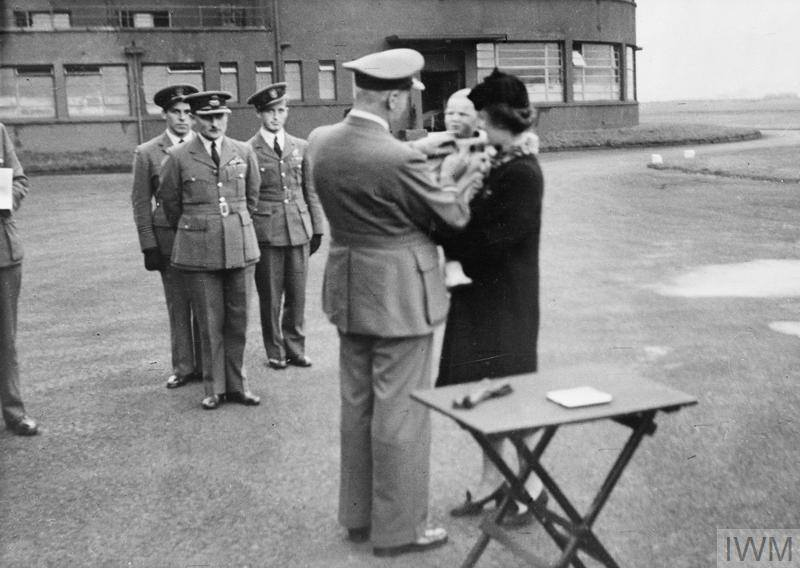
Marian Edward Bełc odbiera Distinguished Flying Cross przyznany zmarłemu ojcu

15 kwietnia 1941 roku ożenił się z Audrey z domu Stephenson, pochodzącej z Bucksburst w Aberdeenshire w Szkocji. 27 października 1941 roku urodził się ich syn Marian Edward. 21 września 1942 roku, już po śmierci Bełca, wdowa i syn odebrali przyznany Polakowi Krzyż Wybitnej Służby Lotniczej.

## Ordery i odznaczenia
- Krzyż Srebrny Orderu Virtuti Militari nr 9177 (10 września 1941),
- Krzyż Walecznych – czterokrotnie (1 lutego 1941, 15 lipca 1941, 31 października 1947, 31 października 1947),
- Medal Lotniczy – dwukrotnie (pośmiertnie),
- brytyjski Distinguished Flying Cross (pośmiertnie – 15 listopada 1942),
- Polowa Odznaka Pilota nr 305.

## Zestrzelenia
Na "liście Bajana" zajmuje 24. pozycję z 7 zestrzeleniami pewnymi.
zestrzelenia pewne:
- Bf 110 – 3 września 1939 (pilotował P.11c)
- 1/8 Do 215 – 18 września 1940[b]
- Bf 109 – 26 września 1940 (pilotował Hurricane'a I RF-U V6673)
- Bf 110 – 5 października 1940 (pilotował Hurricane'a I RF-M V7235)
- Bf 109 – 7 października 1940 (pilotował Hurrican'e I RF-O L2099, według niektórych źródeł zestrzelił brata słynnego Wernera Möldersa – Victora Möldersa z JG 51[c]
- Bf 109 – 24 czerwca 1941 (pilotował Spitfire'a IIB RF-Y P8531)
- Bf 109 – 28 czerwca 1941 (pilotował Spitfire'a IIB RF-Y P8531, w drodze powrotnej do Anglii razem z Kołaczkowskim ostrzelali niemieckie lotnisko)
- Bf 109 – 24 lipca 1941 (pilotował Spitfire'a VB RF-S AB824)

## Upamiętnienie
W 2014 roku imię Mariana Bełca otrzymało gimnazjum w Jeruzalu. Obecnie jego imię nosi szkoła podstawowa  w Jeruzalu.